# Magajna
Magajna je priimek več znanih Slovencev:
- Andrej Magajna (*1952), socialni delavec, politik, publicist
- Bogomir Magajna (1904—1963), zdravnik, pisatelj, urednik
- Bojan Magajna (*1955), matematik, univ. prof.
- Božidar Magajna (1912—2012), elektrotehnik, fizik?, univ. prof.
- Branko Magajna (1924—?) gospodarstvenik, ekonomist (Koper)
- Dare (Božidar) Magajna, ornitolog
- France Magajna (1895—1971), novinar, urednik, pisatelj in sadjar
- France Magajna (*1957), pesnik
- Ivko Spetič Magajna (*1931),  pesnik, pisatelj, esejist  (pravnik v pokoju)
- Lidija Magajna, psihologinja edukacije
- Lucija Magajna, fotografinja
- Majda Magajna (r. Korošec) (1924—?), partizanska učiteljica
- Mario Magajna (1916—2007), fotoreporter
- Nadja Magajna Jevnikar (1951—2016), zamejska narodna delavka
- Zlatan Magajna (*1955), matematični pedagog